# Notto
Notto est un village de la région de Thiès au Sénégal. C'est le chef-lieu de l'arrondissement de Notto, dans le département de Thiès.